# Teresa Calderón
Teresa Calderón (La Serena, 30 de marzo de 1955) es una poeta y narradora chilena.

## Biografía
Hija de Lila González y de Alfonso Calderón, gracias a su padre, Premio Nacional de Literatura, Teresa, junto a sus hermanas Lila y Cecilia, pudieron desde pequeñas familiarizarse con libros y escritores.
Se casa a los 18 años, en 1974, y al siguiente, nace Gustavo Barrera Calderón, su único hijo, quien siendo arquitecto, ha dedicado también la vida a la literatura donde se ha destacado como poeta de su generación. Más tarde, en 1990, conocerá al poeta Tomás Harris, quien se convertirá en su pareja.
Entre 1974 y 1980 estudió Pedagogía en Castellano en la Universidad Católica y, posteriormente, en 1986, Estética en el Instituto del mismo nombre de su alma mater.
Comenzó a escribir poesía en la universidad en un taller dirigido por su padre y Roque Esteban Scarpa, pero no será hasta 1984 que publique su primer poemario, Causas Perdidas.
Desde entonces, Teresa Calderón, a quien se considera de la Generación de los 80, ha publicado una amplia variedad de cuentos, poemas, novelas y antologías y ha sido galardonada con importantes premios del mundo literario. 
Dictó cátedras en las Escuela de Periodismo y de Teatro de la Universidad de Chile, en la de Literatura de la Universidad Finis Terrae, en la Facultad de Letras y en el PentaUC de Universidad Católica y en The Grange School. También ha dirigido talleres de poesía en la Corporación Cultural de Las Condes, Talleres de Narración autobiográfica en la Municipalidad de Las Condes y en distintas instituciones y es autora de muchos textos escolares de la Editorial Santillana. El año 2014 es invitada a ser miembro del Jurado del Concurso de Cuentos Duoc UC en su versión número 19.
A través de sus obras "ha expresado su admiración" por los poetas griegos Constantino Cavafis y Giorgos Seferis, por escritores del Siglo de Oro español como Quevedo, Góngora y Garcilaso de la Vega, por el peruano César Vallejo y por los chilenos Enrique Lihn, Gabriela Mistral, Pablo Neruda y Nicanor Parra.
Desde 1980 hasta la fecha, ha participado en Ferias del Libro y Congresos de Literatura en casi todo Chile y en diversos países: Suecia, Estados Unidos, México, España, Alemania, Colombia, Perú, Bolivia, Argentina, Uruguay y Cuba, país este último donde formó parte del jurado del concurso Casa de las Américas el año 2000. En 2006 fue invitada por la Facultad de Letras de la Universidad Católica como escritora residente. Ha sido traducida a varios idiomas, particularmente al alemán, francés, inglés, italiano, portugués y sueco por Sun Axelsson.
Políticamente, Teresa Calderón ha sido de izquierda; en 2010 afirmó haber votado siempre por la Concertación, salvo en las elecciones presidenciales de ese año, en las que dijo que había votado Jorge Arrate en la primera vuelta y anunció públicamente su apoyo a Sebastián Piñera en la segunda.

## Obra

### Poesía
- Uno X Uno: algunos poetas jóvenes, antología con participación de Teresa Calderón; prólogo de Ricardo Larraín y Juan Andrés Piña; Nascimento, Santiago, 1979
- Mujeres del mundo: uníos, 1984 (luego formaría parte de Género femenino)
- Causas perdidas con prólogo de Floridor Pérez, Ediciones Artesanales, 1984
- Género femenino con prólogo de su padre Alfonso Calderón, Editorial Planeta, Santiago, 1989
- Imágenes rotas con prólogo de Floridor Pérez. 1995.
- Aplausos para la memoria[4] con prólogo de Miguel Arteche. 1999.
- El poeta y otras maravillas, 2000
- Obra poética, Al Margen Editores, Santiago, 2003 (finalista Premio Altazor, 2005)
- Elefante,[5] con prólogo de su hijo Gustavo Barrera Calderón, RIL editores, Santiago, 2008 (Premio Altazor, 2009)
- Eslabones (2020), colección uniVersos, Puerta de Escape Editorial, Chile, 2021

### Novelas
- Amiga mía, 2003 (Premio Mejores Obras Literarias Publicadas)
- Mi amor por ti, Alfaguara, Santiago, 2005

### Cuentos autobiográficos
- Vida de perras, Alfaguara, Santiago, 2000. Contiene una presentación de la escritora sueca Sun Axelsson, seguida de 24 textos:
  - Piedraluna; Anuario 1972; Instrucciones para amar a un ángel; Aplausos para la memoria; Asuntos cotidianos; Noche; Confesso que te amei, confesso; Crisis de la edad media; El abuelo; El cumpleaños de la Techi; El hombre de las sábanas multicolores; El último viaje; Halloween; Hora cero; La paja en el ojo ajeno; Para amortajar a una abuela; La encrucijada; La noche se perdió en tu pelo; Lo que se hereda no se hurta; Los consejo de Beba Sarlanga; No monja. Dije Santa; Su Sacra Real Majestad; Todo el campo se llamaba Raúl; y En medio de la nada

### Novelas para niños y jóvenes
- Aventuras de Súper Inti y Analfabruja, 2000.
- El tesoro de la bruma, 2002.
- Esa mañana llovía a cántaros azules, 2002.
- Súper Inti y el misterio del espejo, 2002.
- Aventuras de Súper Inti y Analfabruja, 2011.
- Súper Inti y el misterio del espejo, 2011.
- Súper Inti y Serena atrapados en un portal, 2012.

### Antologías
- Veinticinco años de poesía chilena: 1970-1995 con Lila Calderón y Tomás Harris; Fondo de Cultura Económica, 1996.
- Esto es el amor. Antología de poemas de amor de cien poetas chilenos con Lila Calderón y Tomás Harris. Editorial Planeta, 1997.
- Maldito amor. Cartografía de cuentos de amor chilenos con Tomás Harris. Editorial Alfaguara, 2008.
- Antología de poesía chilena, tomos I, II y III; con  Lila Calderón y Tomás Harris; Santiago, Editorial Catalonia, 2012, 2013 y 2018.

## Premios y reconocimientos
- Primer lugar en el Concurso Nacional de Poesía de El Mercurio por Celos que matan, pero no tanto, 1989.[6][7]
- Primer lugar en el Concurso del Ministerio de Educación 1989
- Premio Pablo Neruda 1992.[6]
- Premio "Medalla de La Serena 2002", por su aporte a la educación y a la cultura de Chile
- Premio Mejores Obras Literarias Publicadas 2004 por su novela Amiga mía (otorgado por el Consejo Nacional del Libro y la Lectura)
- Concurso El Mercurio de los estudiantes, diario virtual, por Elmer curioso, propuesta que a cargo de diez alumnos de 8 °C del colegio Grange, coordinados por su profesora de Lenguaje Teresa Calderón, obtiene el 2º lugar en Chile; 2004
- Finalista del Premio Altazor de Poesía 2005 con Obra poética
- Nominada, con la novela Mi amor por ti, al Premio Rómulo Gallegos 2007, junto a 14 escritores chilenos y 228 iberoamericanos.[8]
- Premio Elena Caffarena 2007 (otorgado por SERNAM)
- Premio Altazor de Poesía 2009 por Elefante
- Premio TuPac de Poesía 2010 por Los padres
- Premio de la Crítica 2020 por Eslabones (2020) otorgado por el Círculo de Críticos de Arte de Chile[9]
- Condecoración Ricardo Palma otorgada por la universidad del mismo nombre (Lima, 2000)
- Distinción de la Municipalidad de Ñuñoa, área Literatura-Poesía, 2011